# Richard W. Brislin
Richard W. Brislin (* 1945) ist ein US-amerikanischer Psychologe und Kommunikationsforscher. Er lehrt als Universitätsprofessor Management an der University of Hawaiʻi in Mānoa.

## Leben
Richard W. Brislin legte 1966 seinen Bachelor of Science an der University of Guam in Agana ab. 1967 folgte der Master of Science an der Pennsylvania State University und 1969 erlangte er den akademischen Grad Ph.D. an derselben Universität. Er unterrichtet an der University of Hawaiʻi in Mānoa und bietet Lehrgänge in interkultureller Kommunikation für Universitätsprofessoren an.

## Forschungsgebiete
- Arbeitspsychologie
- Interkulturelle Psychologie
- Interkulturelle Kommunikation für weltweit agierende Unternehmen

## Publikationen (Auswahl)
- (mit W. Lonner; R. Thorndike) Cross-cultural research methods. New York 1973
- Cross-cultural encounters: Face-to-face interaction.  New York 1981
- The art of getting things done: A practical guide to the use of power. New York 1991
- Working with cultural differences: Dealing effectively with diversity in the workplace. Westport 2008 The undreaded job:  Learning to thrive in a less-than-perfect workplace. Westport 2010